# Holospira pityis
Holospira pityis är en snäckart som beskrevs av Henry Augustus Pilsbry och Cheatum 1951. Holospira pityis ingår i släktet Holospira och familjen Urocoptidae. Inga underarter finns listade i Catalogue of Life.